# Ligue nationale de rugby

Logo

Die Ligue nationale de rugby (LNR) ist eine Organisation, deren Aufgabe es ist, in Frankreich den professionellen Spielbetrieb im Rugby Union zu organisieren, im Auftrag des Sportministeriums und der Fédération française de rugby (FFR). Darüber hinaus ist die LNR verantwortlich für die Aufsicht, die Entwicklung, die Finanzen, die Förderung des professionellen Rugbysports und die Beratung der beteiligten Vereine.
Sie organisiert, reglementiert und finanziert die professionellen nationalen Meisterschaften Top 14 und Pro D2. Darüber hinaus handelt sie Verträge für Fernsehübertragungen und Meisterschaftssponsoren aus.
Die Ligue nationale de rugby ist aus folgenden Personen zusammengesetzt:
- Präsident
- je ein Delegierter der 30 Vereine in der ersten und zweiten Profiliga
- drei Delegierte der FFR
- ein Delegierter der Spieler
- ein Delegierter der Trainer
- ein Delegierter der Mannschaftsärzte
- fünf externe Delegierte, davon sind zwei vom FFR ernannt und drei von den Vereinen
- ein Delegierter der Schiedsrichter